# جيمس جي. ليبرت
جيمس جي. ليبرت (بالإنجليزية: James G. Lippert)‏ هو شخصية أعمال وسياسي أمريكي، ولد في 13 يناير 1917، وتوفي في 16 أغسطس 2010. انتخب عضو جمعية ولاية ويسكونسن.